# Centrostephanus coronatus
Espèce
Centrostephanus coronatus est une espèce d'oursins de la famille des Diadematidae.

## Description
C'est un gros oursin sombre, généralement noir ou violet sombre avec le plus souvent la base des radioles (piquants) bleue, contrastant sur un test le plus souvent pourpre sombre. Les radioles sont nombreuses, longues et robustes, et peuvent former dix « mèches ». Autour de l'anus, on note la présence de petites radioles claviformes, courtes, émoussées et à pointes rose vif chez l'animal vivant. 
C'est un oursin régulier : son test (coquille) est de forme ronde (mais légèrement aplati dorsalement), la bouche est située au centre de la face orale (inférieure) et l'anus (« périprocte ») à l'oppose, au sommet, avec les orifices génitaux et le madréporite.

## Habitat et répartition
On trouve cet oursin sur les fonds rocheux du Pacifique est, du Golfe de Californie à Panama, de la surface à 125 m de profondeur.